# Sfânta Elena
Sfânta Elena (cz. Svatá Helena) – wieś w Rumunii, w okręgu Caraș-Severin, w gminie Coronini. W 2011 roku liczyła 360 mieszkańców. 